# Pedagangan (Tiris)
Pedagangan is een bestuurslaag in het regentschap Probolinggo van de provincie Oost-Java, Indonesië. Pedagangan telt 5326 inwoners (volkstelling 2010).